# Rhoda Mulaudzi
Rhoda Mulaudzi (Venda, 2 dicembre 1989) è una calciatrice sudafricana, attaccante dell'Apollōn Lemesou e della nazionale sudafricana.